# IWL SR59 Berlin
Der IWL SR59 Berlin ist ein Motorroller, der von 1959 bis 1963 im VEB Industriewerk Ludwigsfelde gebaut wurde. Das SR steht dabei für Stadtroller. Im internationalen Vergleich der 150er Motorroller nahm der Roller Berlin bei seinem Erscheinen eine führende Position ein. Er war mit insgesamt fast 114.000 Exemplaren der meistgebaute große Motorroller der DDR. Das Nachfolgemodell ab 1963 heißt Troll.

## Unterschiede zum Vorläufer SR56 Wiesel
Äußerlich ist der Roller Berlin seinem Vorläufer Wiesel sehr ähnlich. Ein Unterschied sind die Einzelsitze anstatt einer Sitzbank. Sie sind auf eine Grundplatte montiert, die seitlich hochgeklappt werden kann. Darunter sitzt der Kraftstofftank und der Werkzeugkasten. Ferner unterscheidet sich die hintere Haube in Details. Auffällig ist ansonsten nur der Schriftzug „Berlin“ mit dem Berliner Wappen darunter. Deutlicher sind die technischen Unterschiede. Der gebläsegekühlte Motor wurde auf 150 cm³ aufgebohrt. Eine Leistungssteigerung auf 5,5 kW (7,5 PS) wurde des Weiteren durch eine von 7,5 auf 8,1 erhöhte Verdichtung, größeren Ansaugquerschnitt und eine neue Auspuffanlage erzielt. Trotz eines höheren Leergewichts verringerte sich das Leistungsgewicht auf 24,5 kg/kW. Zusammen mit dem Vierganggetriebe ergaben sich im Vergleich zum Wiesel deutlich bessere Fahrleistungen. Ferner gab es einige Detailverbesserungen: Der Luftfilter saugt die Luft nun aus dem Freien an und nicht mehr die staubige Luft unter der Haube. Der Vergaser wurde zur besseren Ansauggeräuschdämpfung geändert. Am Hinterrad wurden die Drehstabfeder und die Trapezschwinge (70 mm Federweg) des Wiesels, bei der die Kettenspannung beim Durchfedern stets gleich bleibt, beibehalten. Federung und Fahreigenschaften konnten durch einen hydraulischen Stoßdämpfer hinten und verlängerten Federweg vorn (jetzt 110 mm) verbessert werden. Der Berlin-Roller hat 12-Zoll-Scheibenräder. Zur verbesserten Ausstattung zählten Lenkblock- und Sitzbankschloss, Seitenständer, Klapphaken zum Aufhängen von Einkaufsnetzen usw. Als Zubehör waren unter anderem eine Windschutzscheibe sowie der Einspuranhänger Campi erhältlich.

## Sonstiges
Mit einer Füllung des 12-Liter-Benzintanks kommt man mit dem Berlin-Roller etwa 375 km weit, was einem durchschnittlichen Benzinverbrauch von 3,2 Liter/100 km entspricht.
Weitere zu dieser Zeit in der DDR erhältliche Motorroller waren der kleinere Manet S100 und der größere Čezeta sowie die Kleinroller von Simson und Jawa.
Eine Kuriosität ist der DEFA-Dokumentarfilm Viele Wege führen zum „Q“, der 1961/1962 in Kinos gezeigt wurde und das Erreichen des Gütezeichens Q für den Roller Berlin sowie zahlreiche Verbesserungen am Fahrzeug suggerierte. Tatsächlich wurde weder das Gütezeichen Q erreicht, noch wurden die präsentierten Verbesserungen umgesetzt.
Der Roller Berlin wurde zeitweise auch in Westdeutschland für 1495 DM angeboten. Nach Einschätzung der mot war der Roller qualitativ zwar in Ordnung, jedoch wurde die Trapezschwinge als ein umständliches Kuriosum bewertet, das in Ermangelung eines angepassten Motorblocks notwendig geworden sei. Die KFT formulierte es positiver und hielt fest, dass durch geschickte kinematische Gestaltung des Gelenksystems die Kettenlängung bei der Schwingbewegung weitestgehend ausgeschaltet [sei], trotzdem die Anlenkpunkte der Schwingarme weit hinter dem Kettenritzel liegen.